# Monte de los Gauchos
Monte de los Gauchos es una localidad situada en el departamento Río Cuarto, provincia de Córdoba, Argentina.
Se encuentra situada en el sudeste del departamento, a 90 km de la ciudad de Río Cuarto y a 320 km de la Ciudad de Córdoba, aprox.
La principal actividad es la agricultura. Existe en la localidad una oficina técnica del Instituto Nacional de Tecnología Agropecuaria.

## Geografía

### Población
Cuenta con 864 habitantes (Indec, 2022), lo que representa un incremento del 22% frente a los 675 habitantes (Indec, 2010) del censo anterior.
| Gráfica de evolución demográfica de Monte de Los Gauchos entre 1991 y 2022 |
|                                                                            |
| Fuente: Censos nacionales del INDEC                                        |

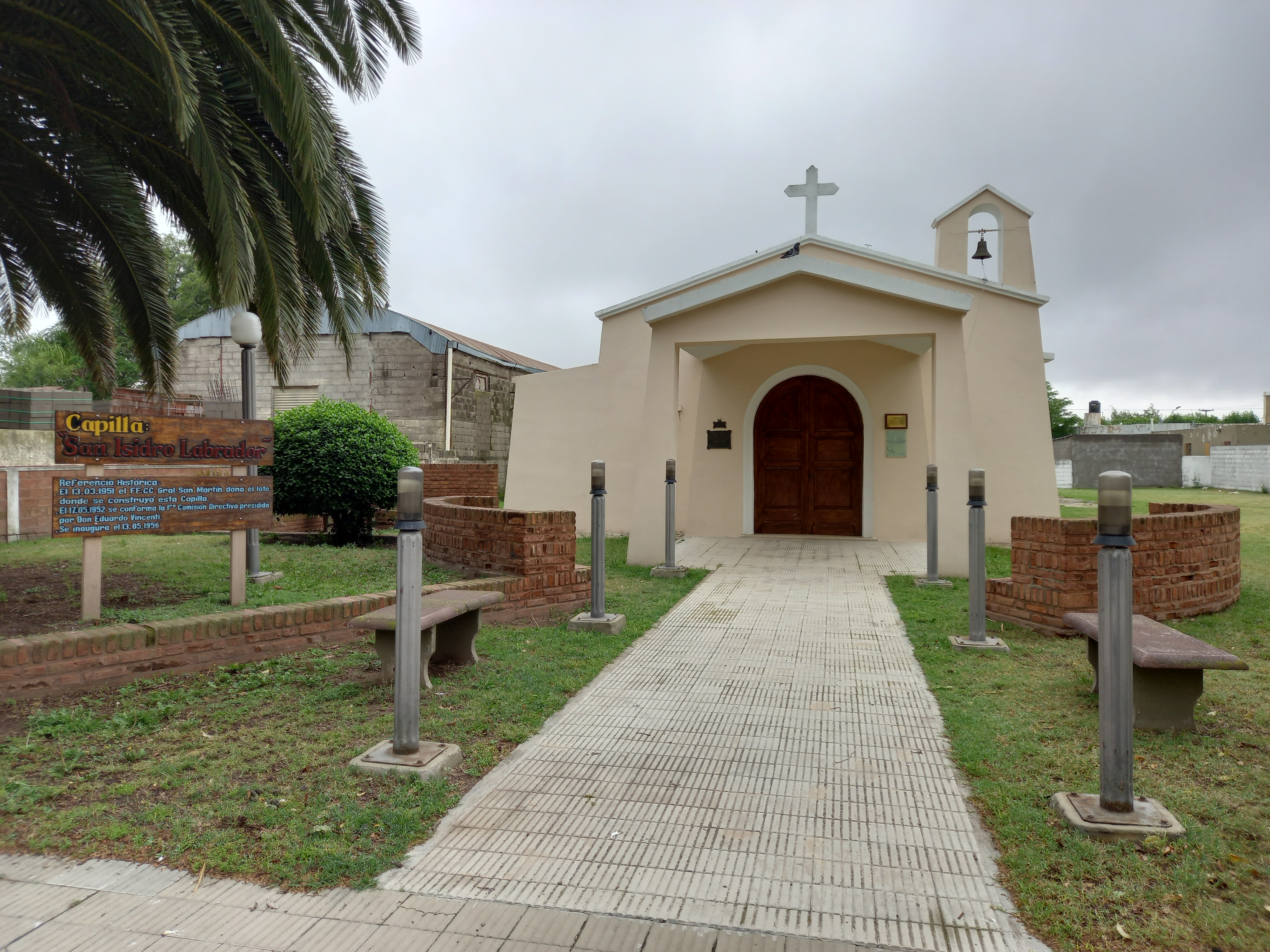
Capilla San Isidro Labrador
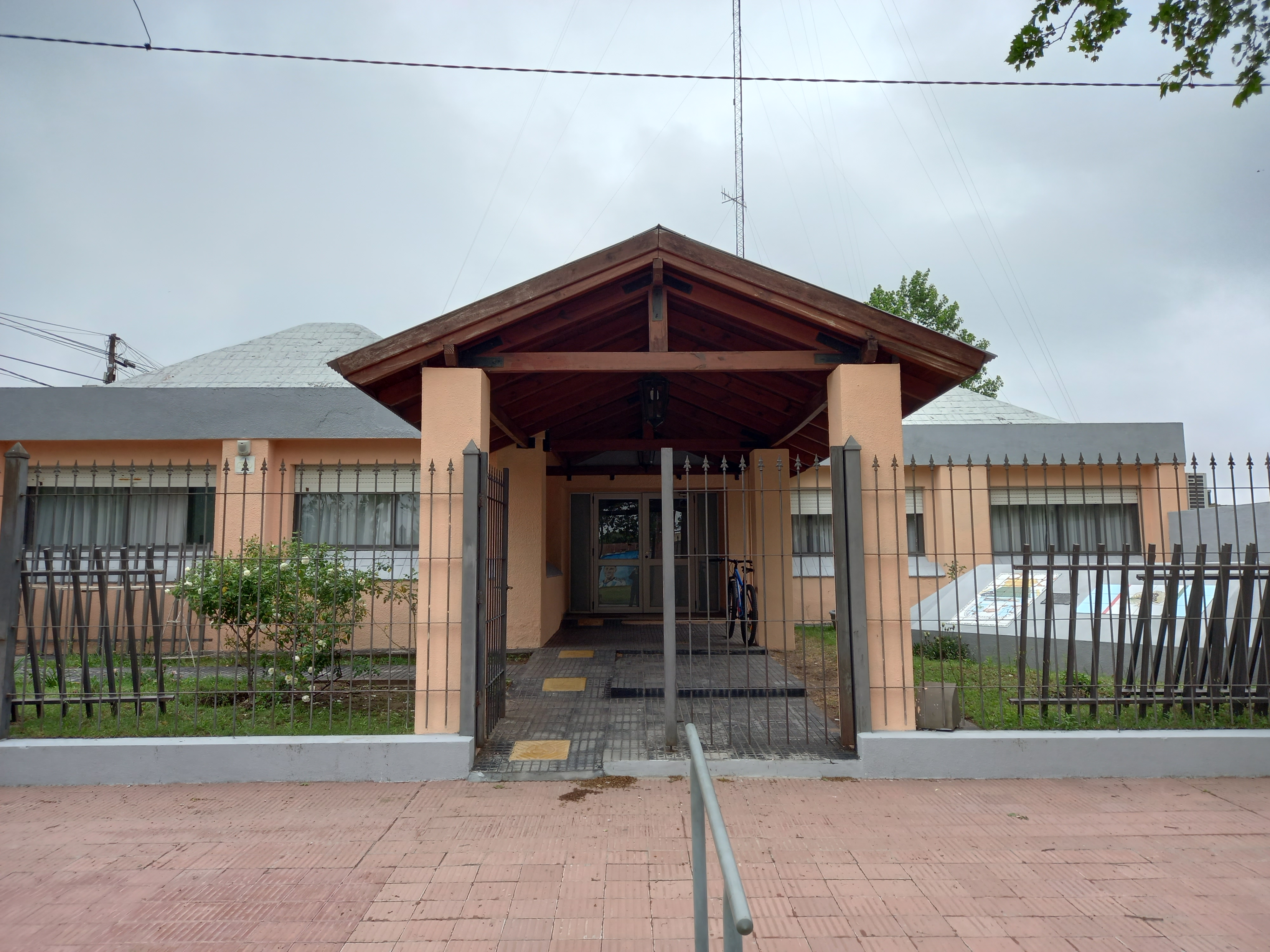
Municipalidad
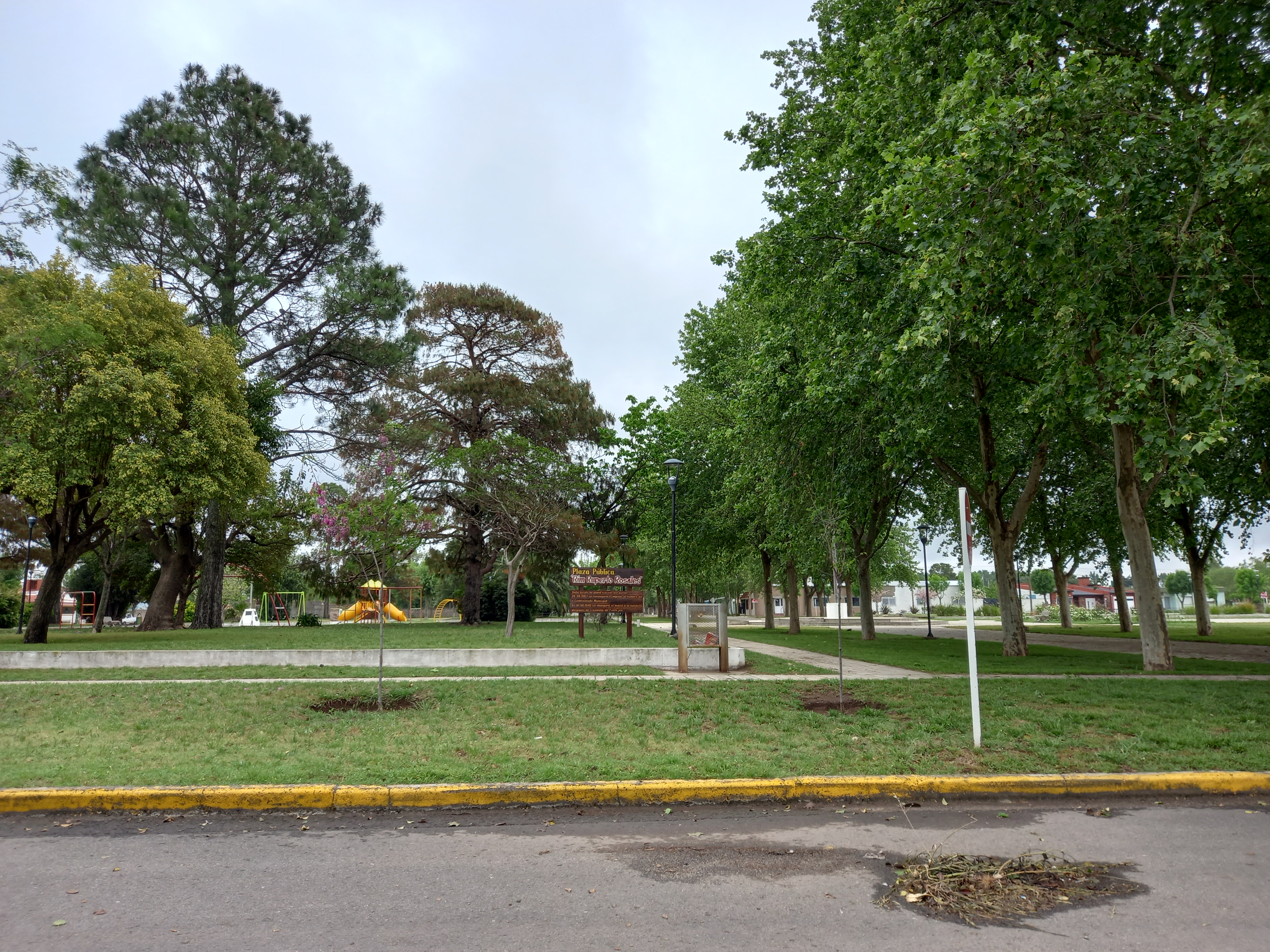
Plaza Rim Ruperto Rosales
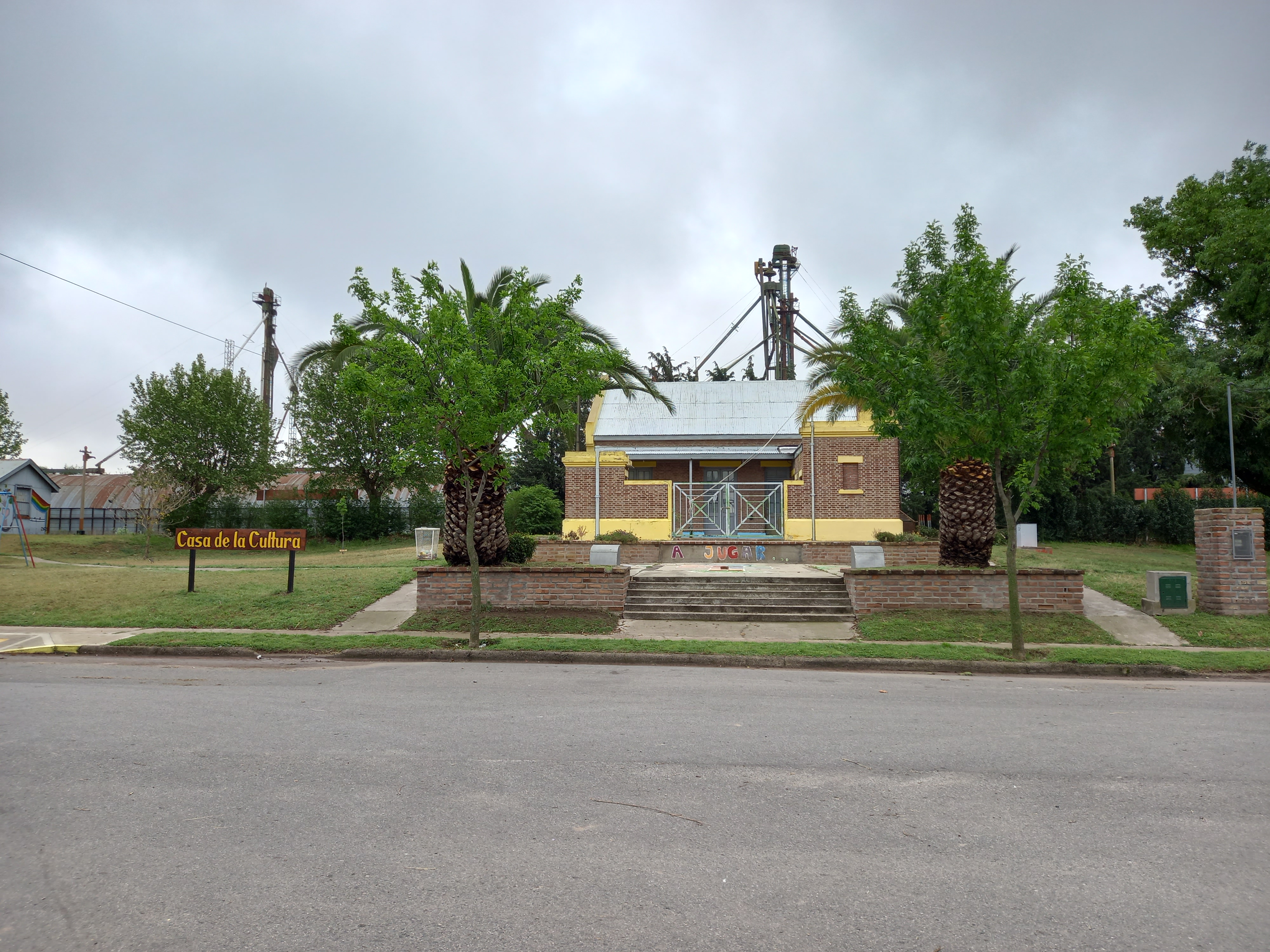
Casa de la Cultura (antigua estación de tren)